# Selenographia

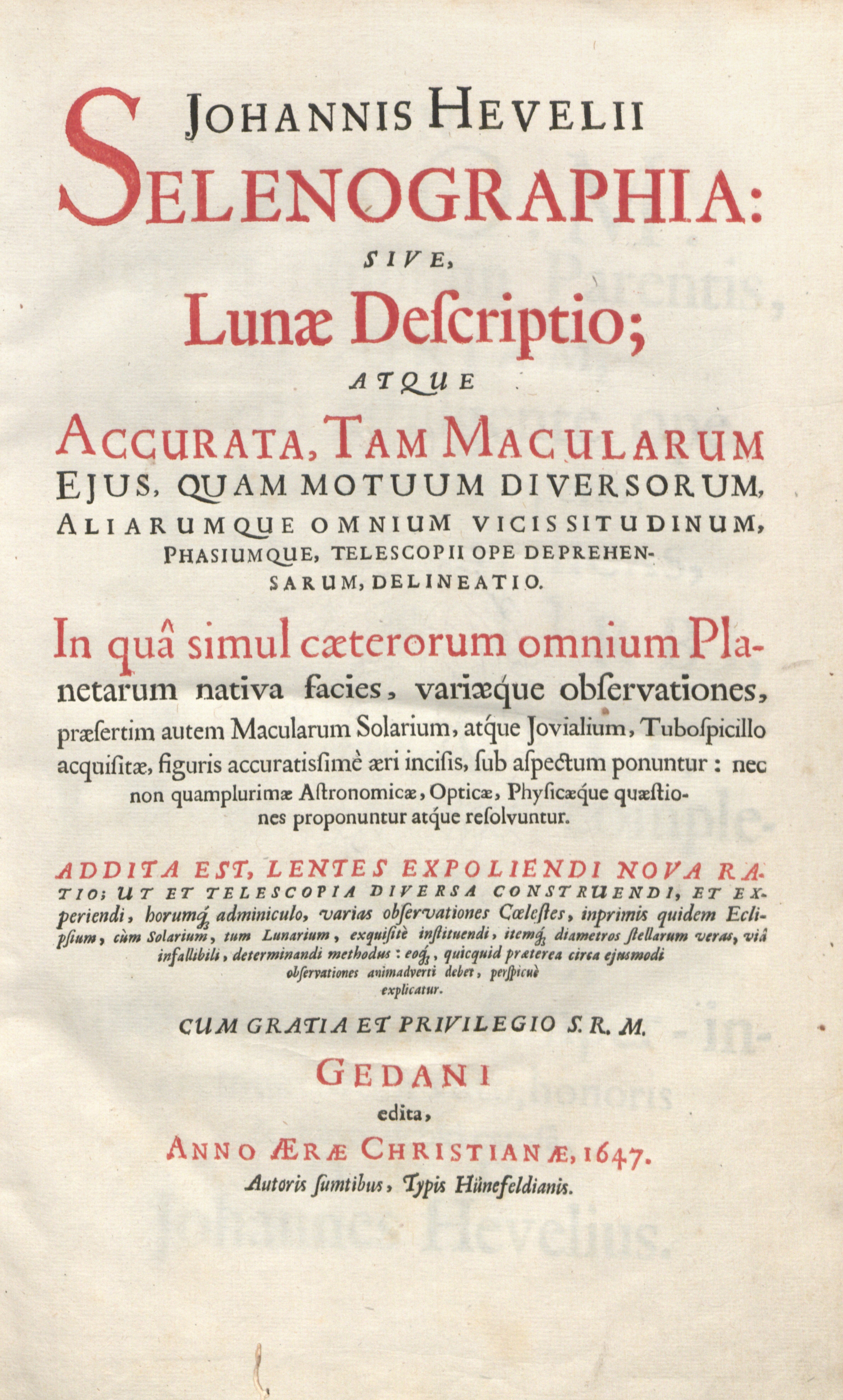
Bokens titelsida.

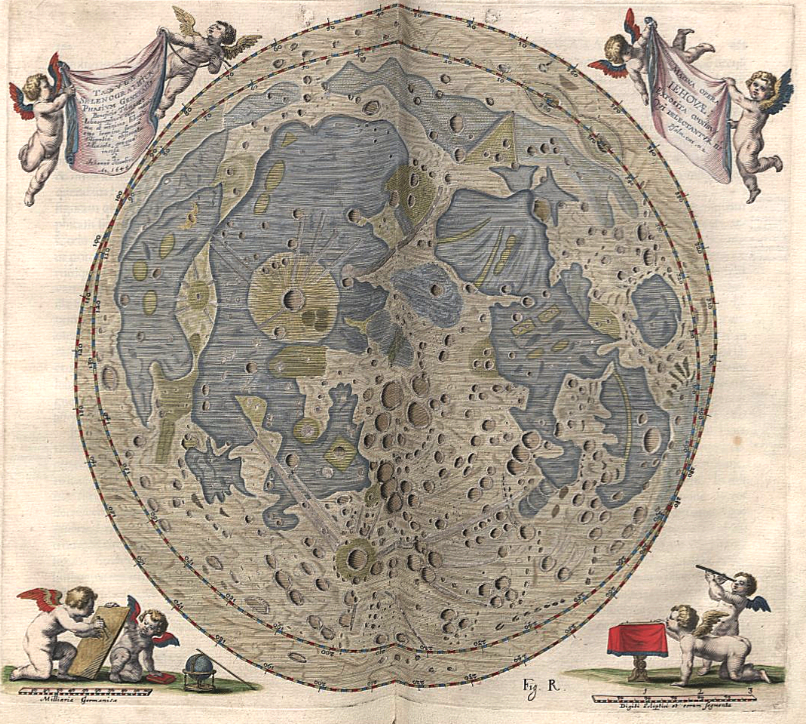
Plansch över fullmånen ur boken.

Selenographia, sive Lunae descriptio (Selenografi, eller en beskrivning av månen) var ett banbrytande verk av Jan Hevelius vilket trycktes år 1647. Hevelius tillägnade den polske kungen Vladislav IV boken.

## Historik
Verket var det första vetenskapliga arbetet som endast behandlade månen, och för att samla material till detta byggde Hevelius sina egna linser, konstruerade sina egna teleskop och utförde noggranna observationer av månen i flera år. Han ritade noggrant av sina observationer och gjorde gravyrer av dessa. Då Hevelius hade det väl ställt kunde han ge ut den påkostade boken på egen hand. 
Genom boken grundade Hevelius selenografin, och satte en standard för hur astronomer skulle beskriva himlakroppar. Han började bland annat avbilda allt av månen som är synligt från jorden, detta inkluderat de delar som endast syns på grund av månens libration. Nomenklaturen för månen som presenterades i boken användes fram till 1651 då jesuitastronomen Giovanni Battista Riccioli publicerade ett nytt system. I protestantiska länder användes den dock fram till 1700-talet.
Flera exemplar av Selenographia har bevarats till våra dagar. Exempelvis återfinns detta verk i Bibliothèque nationale de France, i Polska vetenskapsakademins bibliotek, i Stillman Drake Collection vid Thomas Fisher Rare Books Library vid University of Toronto samt i Stifts- och landsbiblioteket i Skara.

## Innehåll
Boken har graveringar av alla månens faser och tre stycken stora planscher av fullmånen.